# Westhoek

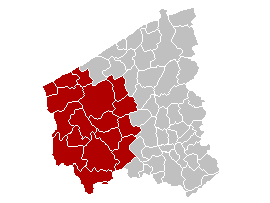
Der belgische Teil der Westhoek in der Provinz Westflandern

Zweisprachige Ortsnamen und Entwicklung der Sprachgrenze in der Westhoek

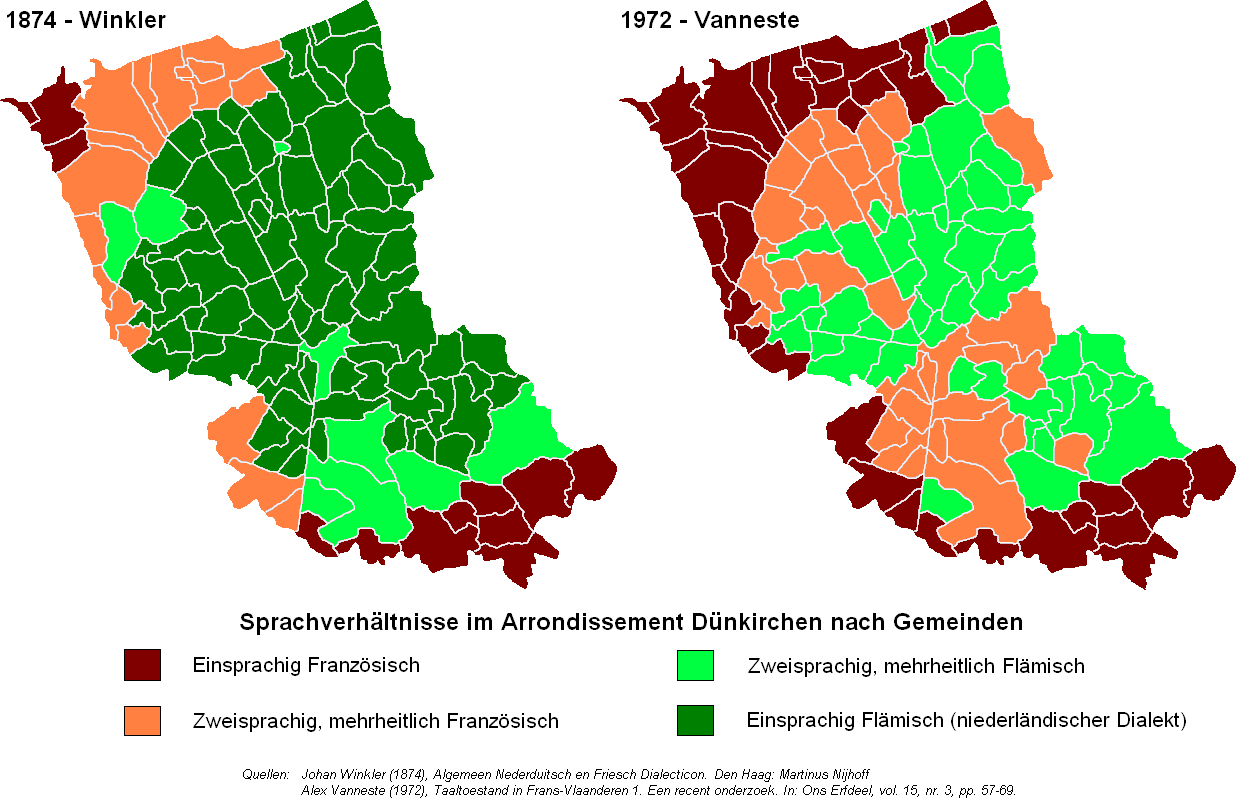
Sprecher flämischer oder französischer Sprache im Arrondissement Dünkirchen 1874 und 1972. Seitdem hat die Zahl der Flämischsprecher weiter signifikant abgenommen.

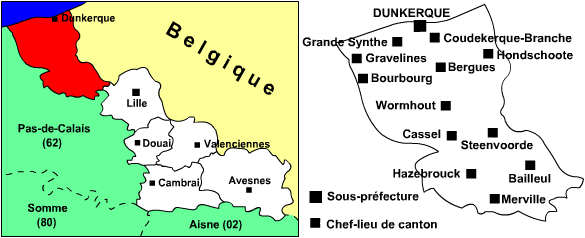
Das Arrondissement Dünkirchen entspricht ungefähr dem als Französisch-Westhoek bezeichneten Gebiet.

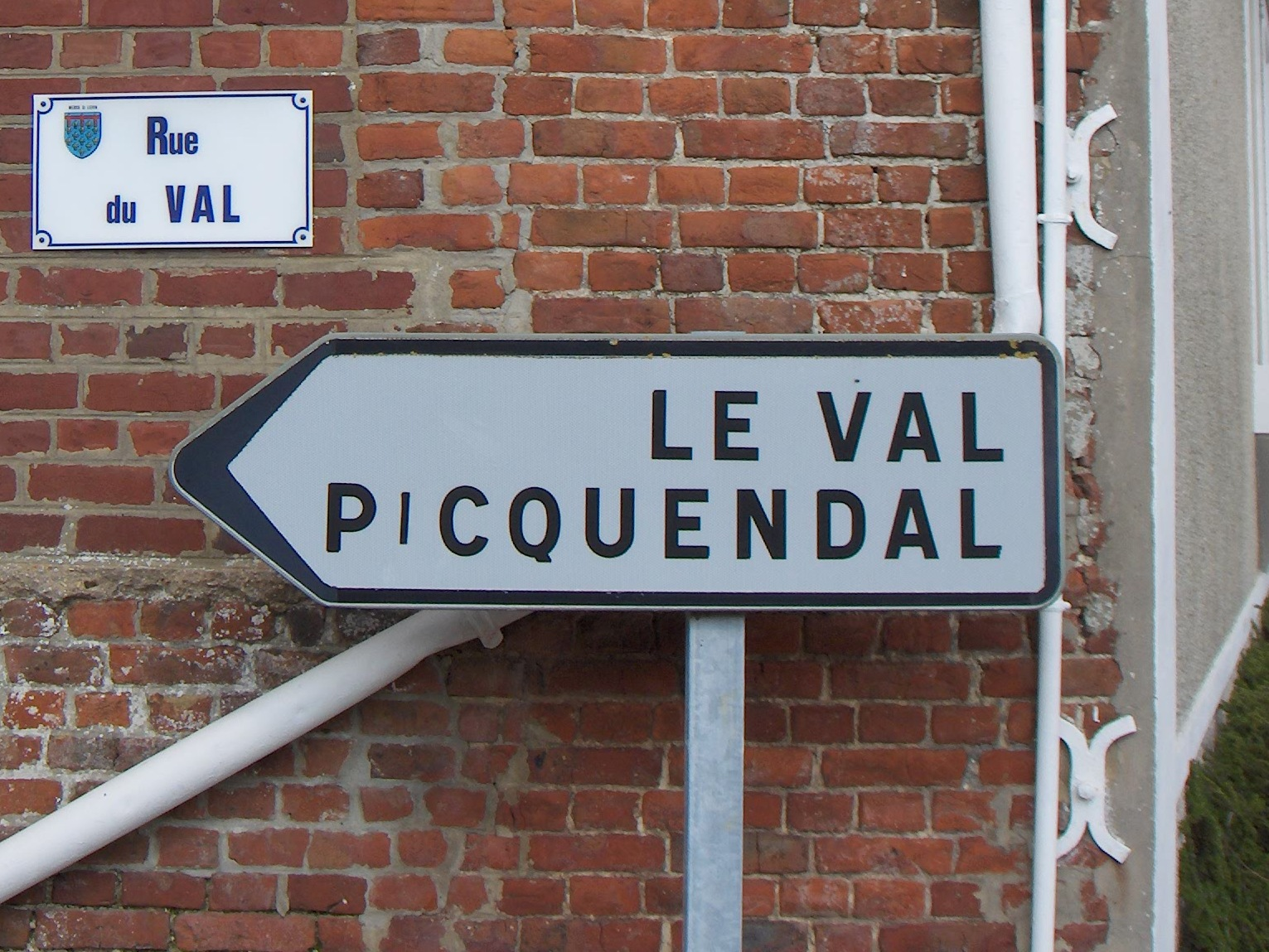
Ein Straßenschild in Merck-Saint-Liévin, Département Pas-de-Calais, das einen Einfluss germanischer Sprachen auf die lokale Ausdrucksweise zeigt. Der Name Picquendal entspricht dem niederländischen Wort Piekendal.

Die Westhoek (niederländisch für Westecke, französisch Le Westhoek ) ist eine Region in Belgien und Frankreich. Sie war Teil der Grafschaft Flandern. Seit dem Frieden von Utrecht (1713) gehört der westliche Teil der Westhoek zu Frankreich. Heute umfasst die Region in der belgischen Provinz Westflandern die Arrondissements Diksmuide, Ypern und Veurne. Im französischen Departement Nord gehört das Arrondissement Dunkerque zu der auch als Französisch-Westhoek bezeichneten Region.
Französisch-Westhoek bildet in Frankreich den nördlichen Teil von Französisch-Flandern, der Fluss Leie bildet die Grenze zu dessen südlichem Teil mit den Arrondissements Lille und Douai.
Die flämischen Gemeinden De Panne, Koksijde und Nieuwpoort werden mitunter auch als touristische Region Belgische Westküste  (niederländisch Westkust) bezeichnet.
Die belgisch-französische Staatsgrenze, die die Region teilt, nennt man im Volksmund die Linie (westflämisch de Schreve) um hervorzuheben, dass es sich dabei nicht um eine sprachliche oder kulturelle Grenze handelt.

## Belgisch-Westhoek
Der belgische Teil der Westhoek liegt am nordwestlichsten Zipfel Belgiens. Die Arrondissements Diksmuide, Ypern und Veurne mit den Gemeinden Veurne, Poperinge, Wervik, Ypern, De Panne, Langemark-Poelkapelle und Diksmuide bilden die politische Gliederung. Die IJzer fließt quer durch die Region.
Der primäre (Landwirtschaft) Wirtschaftssektor macht einen großen Teil der Wirtschaftsleistung aus.

## Französisch-Westhoek

### Geographische Lage
Französisch-Westhoek ist der nördliche Teil der größeren Region Französisch-Flandern, er liegt zwischen dem Fluss Leie und der Nordsee an der französisch-belgischen Grenze. Er entspricht im nordwestlichen Teil des Départements Nord ungefähr dem französischen Arrondissement Dunkerque, einige Teile dieses Arrondissements gehören jedoch nicht zu Westhoek, Teile von Westhoek liegen auch im Gebiet des benachbarten Departements Pas-de-Calais. In Französisch-Westhoek liegen die Städte Dünkirchen, Gravelines und Hazebrouck.
Französisch-Westhoek besteht aus den folgenden landschaftlich unterschiedlichen Regionen:
1. Blootland (niederländisch für „Bloßes Land“) oder mit der französischen Bezeichnung Plaine maritime (für „Seeebene“) mit den Orten Dünkirchen, Bourbourg, Bergues und Hondschoote
2. Houtland (niederländisch für „Holzland“) mit den Orten Wormhout, Cassel, Hazebrouck und Teilen von Bailleul
3. Das Leietal (französisch: Vallée de la Lys oder Plaine de la Lys; niederländisch: Leiedal) mit den Orten Merville, Steenwerck und Teilen von Bailleul

### Sprache
Die traditionelle Sprache von Französisch-Westhoek ist Westflämisch, ein niederländischer Dialekt, der auch als Französisch-Flämisch (nld.: Frans-Vlaams) bezeichnet wird. Seinerzeit war die Sprache in der Region die am meisten gesprochene Sprache, aber im Zuge der Förderung der französischen Sprache, die mit der Einführung von Französisch als Unterrichtssprache in der Schule im Jahre 1853 ihren Anfang nahm, wurde in der Region die niederländische Sprache mehr und mehr durch das Französische verdrängt. Von etwa 380.000 Bewohnern der Region Französisch-Westhoek benutzen täglich noch etwa zwischen 10.000 und 20.000 Personen Westflämisch, die meisten wohnen in der Region um Dünkirchen, etwa doppelt so viele Personen nutzen diesen Dialekt noch gelegentlich. Westflämisch wurde mittlerweile als französische Regionalsprache anerkannt. Zweisprachige Straßenschilder gibt es jedoch nicht, Französisch bleibt weiterhin die einzige Amtssprache.
Der französisch-flämische Dialekt hat einen größeren Einfluss auf die lokale Ausdrucksweise (Toponym). So leiten sich zum Beispiel die Namen der in Französisch-Westhoek liegenden Städte Robecq und Dunkerque von den flämischen Namen Robeke und Duinkerke ab.